# Monte Fontainhas (Brava)
O Monte Fontainhas, com 976 m de altitude, é o ponto mais elevado da ilha Brava, no arquipélago de Cabo Verde.
Tem origem vulcânica e fica situado a 2,5 km a sul-sudoeste de Nova Sintra.